# Groenbedekker
Een groenbedekker, ook wel dekgewas of vanggewas genoemd, is een gewas dat hoofdzakelijk wordt geteeld om de bodem te beschermen. In de akkerbouw wordt het vaak ingezet om achtergebleven stikstof uit de bodem op te nemen, zodat deze voedingsstof tijdens de winter niet uitspoelt. Daarnaast bedekt het gewas de bodem in de winter, waardoor de kans op erosie aanzienlijk afneemt. Groenbedekkers helpen ook bij het tegengaan van onkruidgroei en winderosie (verstuiving). Bovendien doorwortelt een vanggewas de bouwvoor, wat bodemverdichting helpt voorkomen.

## Toepassing

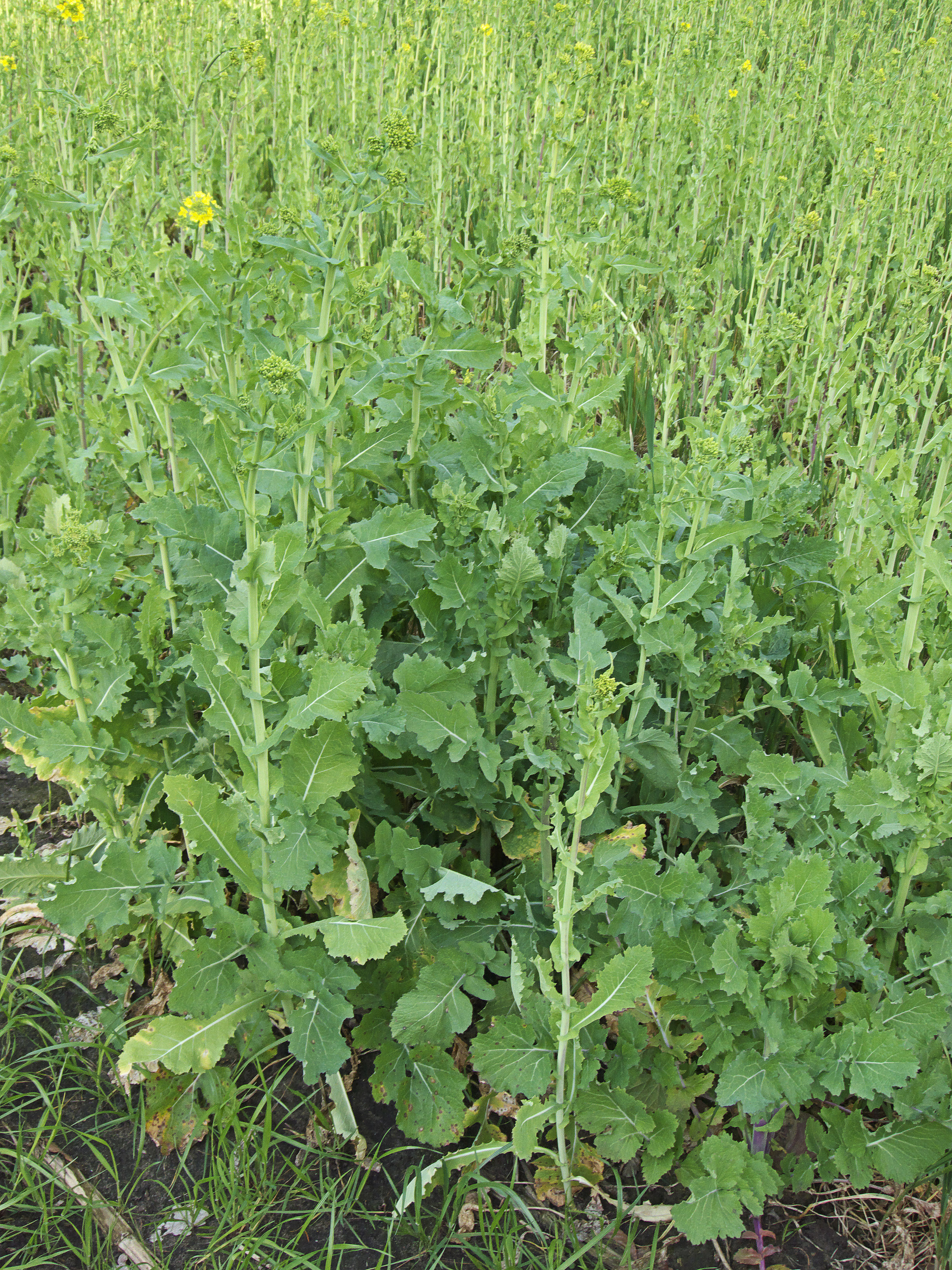
Bladkool is een veelgebruikt vanggewas

Omdat het gewas meestal niet wordt geoogst, blijft alle koolstof die de plant uit de lucht haalt achter in de bodem. Bovendien kan de akkerbouwer de opgenomen voedingsstoffen in het voorjaar opnieuw ter beschikking stellen aan het toekomstige teelt door het vanggewas onder te werken. Men spreekt dan over een groenbemester, die de vastgelegde stikstof opnieuw vrijgeeft. Op die manier wordt het vanggewas dus een groenbemester.
Vanggewassen worden vaak in het najaar gezaaid, na de oogst van de hoofdteelt. Deze gewassen kunnen, voordat de winter begint, nog voor voldoende bodembedekking zorgen. Een alternatief is om het vanggewas onder te zaaien tijdens het zaaien van maïs in het voorjaar.
Vanaf 2006 is het verplicht om op zand- en lössgronden direct na de oogst van snijmaïs een vanggewas in te zaaien om uitspoeling tegen te gaan.
Rogge, gerst of andere grassen wordt bijvoorbeeld op stuifgevoelige grond in de bloembollenteelt gebruikt. Dit gewas wordt dan ruim voor de opkomst van het eigenlijke gewas, de bloembolgewassen, doodgespoten en sterft dan langzaam af, waardoor de bodem er nog lang bescherming van geniet.
In sommige landen probeert men om de inheemse flora in te zetten als dekgewas, om zo delen van de bedreigde vegetatie weer een kans te geven. In Zuid-Afrika heeft men dat bijvoorbeeld als mogelijkheid onderzocht met inzet van soorten uit de fynbos- en renosterveld-vegetatie rond de wijngaarden in de streek van Stellenbosch. Het experiment was echter niet erg succesvol.

## Voorbeelden van vanggewassen
- Winterrogge;
- Bladrammenas;
- Gele mosterd;
- Bladkool;
- Gras, vooral Westerwolds raaigras;
- Een mengsel van bovenstaande;
- Italiaans raaigras (bij het onderzaaien van maïs);
- Engels raaigras (bij het onderzaaien van maïs).

## Gewasbescherming
Een vanggewas kan organismen, zoals insecten en aaltjes lokken en er zo voor zorgen dat het hoofdgewas niet of minder aangetast wordt. Zo wordt bladrammenas ingezet bij de bestrijding van het bietencystenaaltje en aardappelmoeheid.